# Xestoleptura crassicornis
Xestoleptura crassicornis är en skalbaggsart som först beskrevs av Leconte 1873.  Xestoleptura crassicornis ingår i släktet Xestoleptura och familjen långhorningar. Inga underarter finns listade i Catalogue of Life.